# Habakī
Habakī (persiska: هَبَكی, هبکی) är en ort i Iran.   Den ligger i provinsen Kurdistan, i den nordvästra delen av landet, 500 km väster om huvudstaden Teheran. Habakī ligger 1 625 meter över havet och antalet invånare är 201.
Terrängen runt Habakī är kuperad. Runt Habakī är det ganska glesbefolkat, med 50 invånare per kvadratkilometer. Närmaste större samhälle är Saqqez, 17,7 km sydost om Habakī. Trakten runt Habakī består i huvudsak av gräsmarker.